# Atractocarpus hirtus
Atractocarpus hirtus är en måreväxtart som först beskrevs av Ferdinand von Mueller, och fick sitt nu gällande namn av Christopher Francis Puttock. Atractocarpus hirtus ingår i släktet Atractocarpus och familjen måreväxter. Inga underarter finns listade i Catalogue of Life.